# Mentzelia hintoniorum
Mentzelia hintoniorum är en brännreveväxtart som beskrevs av Billie Lee Turner och A.L. Hempel. Mentzelia hintoniorum ingår i släktet Mentzelia och familjen brännreveväxter. Inga underarter finns listade i Catalogue of Life.